# Метрифікація

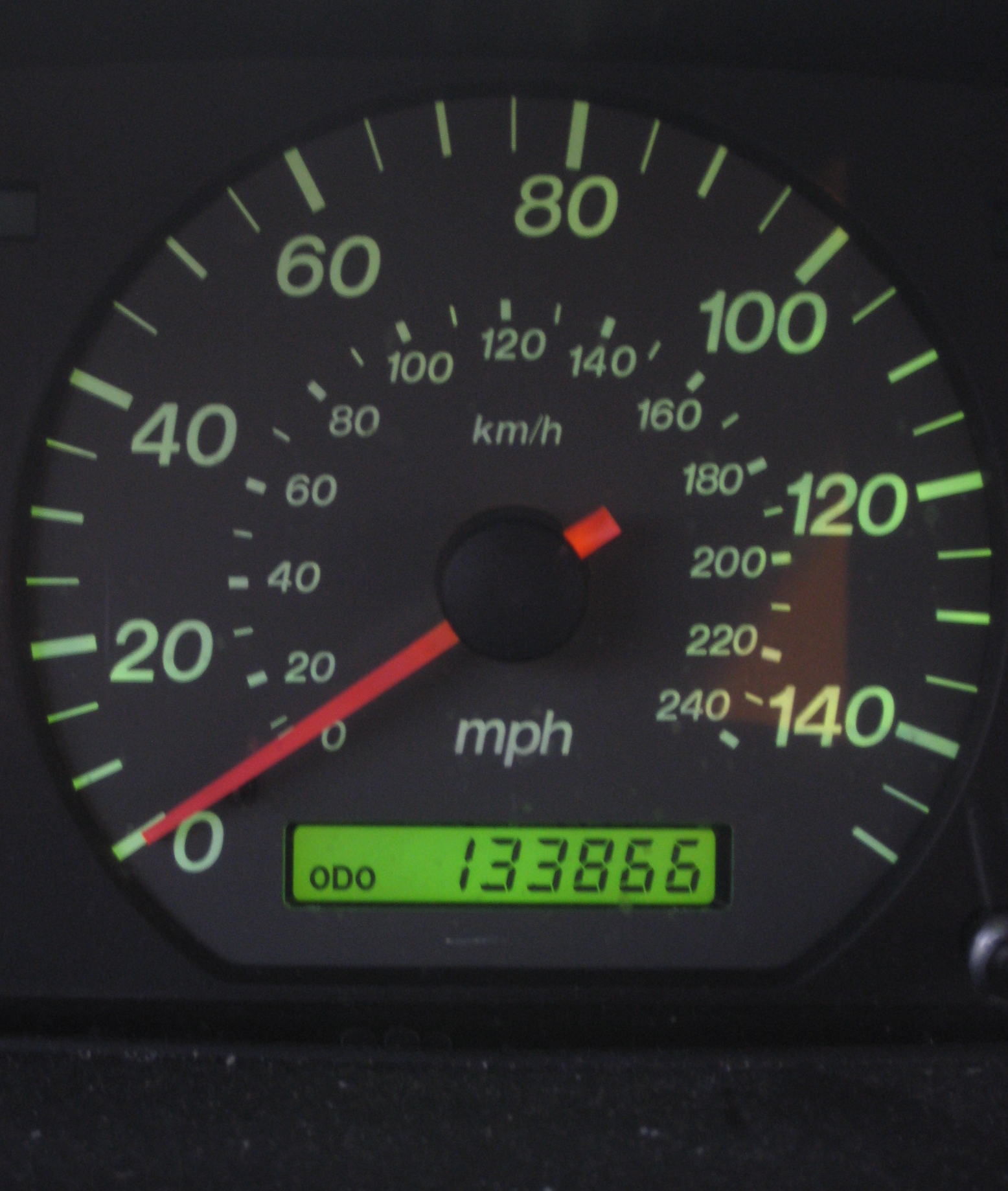
Спідометр, що використовується в американських і британських автомобілях, що показує швидкість машини в милях на годину (ззовні) та кілометрах на годину (всередині). У канадських автомобілях шкали змінені місцями, або наявна лише шкала в км/год.

Метрифікація — акт або процес переходу з традиційно використовуваної в країні системи одиниць на метричну систему. По всьому світу країни переходили від своїх місцевих і традиційних одиниць вимірювання на одиниці метричної системи. Цей процес розпочався у Франції в 1790-х роках і триває вже понад 200 років, оскільки ще не всі держави і не всі сектори господарства перейшли на використання метричної системи.